# Cantar-Galo
Cantar-Galo is een plaats (freguesia) in de Portugese gemeente Covilhã en telt 2492 inwoners (2001).